# 차영현
차영현(1992년 4월 30일 ~ )은 대한민국의 여성 치어리더이다.